# Mészárovics György
Mészárovics György (Budapest, 1945 – 2021. október 1.) magyar ejtőernyős sportoló. Beceneve „Kölyök”.

## Életpálya
Tizenhat éves korában indult a sportpályafutása, eleinte bokszolt, súlyt emelt. Egy alkalommal munkahelyi ismerőse elhívta az ejtőernyősök edzőtermébe. Polgári foglalkozása idomszerész a Csepeli Acélműben.
Az elméleti foglalkozások, a tornatermi edzések és a társaság összetartó ereje hatására ejtőernyős lett. 1962-ben egy An–2-es repülőgépből hajtotta végre ez első ugrását. A kétéves sorkatonai szolgálatot nem ejtőernyősként töltötte le. 1965-ben a budaörsi Vasvári Pál laktanyába vonult be rádiótávírásznak. Sorkatonai szolgálata előtt már 250 ugrással rendelkezett. A katonaságnál összeszedett betegszabadsága alatt benevezett a gödöllői repülőtéren rendezett Budapest-bajnokságra. Összetett eredményével az ezüstérmet szerezte meg. 1970-től 1989-ig a nemzeti válogatott tagja volt. Később a gödöllői reptéren minden lehetőséget megragadott, hogy ugorhasson. Több nemzetközi versenyen eredményesen szolgálta a magyar ejtőernyőzést. 1974-ne tartalékosként behívták Szentkirályszabadjára a katona válogatottba. Hivatásos katona maradt, Szolnokra jártak át Mi–8-asból ugrani. 1984-ben Szolnokra került, 1988-ban Börgöndre, a futárhelikopter-ezredhez, ejtőernyőraktár-vezetőnek. Ejtőernyőzés szempontjából a legszebb évei voltak. A Mi–2-es és  Kamov helikopterből rengeteg ugrási lehetősége volt. 1991-ben vonult nyugállományba. Hivatásos katonaként az ejtőernyők beugrásával foglalkozott. A magyar és a magyar katona-válogatott tagja, majd segédedzője. Ejtőernyős ugrásainak száma: 16030.

## Sportegyesületei
- Nehézipari Minisztérium Cskalov Repülő és Ejtőernyős Klub
- Honvéd Sportrepülő Klub

## Sporteredmények
- 1972-ben negyedmagával abszolút nulla ugráseredménnyel világcsúcs beállítást értek el.
- 1979. szeptember 27-én sikeresen végrehajtotta 5000. ugrását, hazánkban  Hüse Károly után másodikként.
- 1988-ban sikeresen végrehajtotta – a világon harmadikként – a 10 000. ugrást.

### Világbajnokság
- A XI. Ejtőernyős Világbajnokság megrendezésére 1972. augusztus 5. és augusztus 20. között került sor az Egyesült Államokban, Oklahoma államban, Tahlequah városának repülőterén, ahol válogatottal vett részt a világbajnokságon: Kovács József, Varga József, Hüse Károly, Janovics Ferenc.
- XII. Ejtőernyős Világbajnokság rendezési jogát Magyarország kapta, megrendezésre 1974. július 25. és augusztus 12. között került sor Szolnokon. Válogatott társai: Kovács József, Varga József, Nagy Endre, Ecsédi András.
- A XIII. Ejtőernyős Világbajnokságra 1976. szeptember 10. valamint szeptember 26. között Olaszországban, Rómában a Guidonai repülőtéren került sor, ahol válogatott társai: Varga József, Tímár Vince, Janovics Ferenc, Hüse Károly voltak.
  - a magyar csapat a negyedik helyen végzett /0,62 m./,
- A XIV. Ejtőernyős Világbajnokságra 1978. augusztus 26. és szeptember 6. között került sor Jugoszláviában, Zágrábban. A válogatott további tagjai: Tímár Vince, Juhász Zoltán, Varga József és Janovics Ferenc.
- A XV. Ejtőernyős Világbajnokságra 1980. augusztus 15. illetve augusztus 28. között Bulgáriában, Kazanlak városában került sor, ahol magyar férfi válogatott további tagjai: Juhász Zoltán, Janovics Ferenc, Tímár Vince és Varga József volt.
- A XVI. Ejtőernyős Világbajnokságra 1982. augusztus 6. - augusztus 20. között Csehszlovákiában Losoncon került sor. A magyar férfi válogatott további tagjai: Tímár Vince, Pintér József, Kardos János és Juhász Zoltán volt.
- A XVII. Ejtőernyős Világbajnokságot 1984. augusztus 29. - szeptember 9. között Franciaországban rendezték meg, ahol a válogatott további tagjai: Dér László, Horváth László, Kardos János, Mengyán Pál voltak.

### Magyar bajnokság
- ötszörös egyéni magyar bajnok,
- csapatban többszörös magyar bajnok

## Szakmai sikerek
- Többször az Év legeredményesebb ejtőernyős sportolója,
- A Nemzetközi Repülő Szövetség (FIA) háromgyémántos kitüntetettje,
- Aranykoszorús 1. osztályú ejtőernyős,
- 2019-ben ejtőernyős életútja elismeréseként a Magyar Ejtőernyős Szövetség, Mészárovics Györgynek életműdíjat adományozott.